# Stenopogonini
Stenopogonini (số nhiều Stenopogoninae) là một phân họ các loài Ruồi ăn sâu thuộc họ Asilidae. Có 76 chi và 740 loài được miêu tả trong phân họ này.

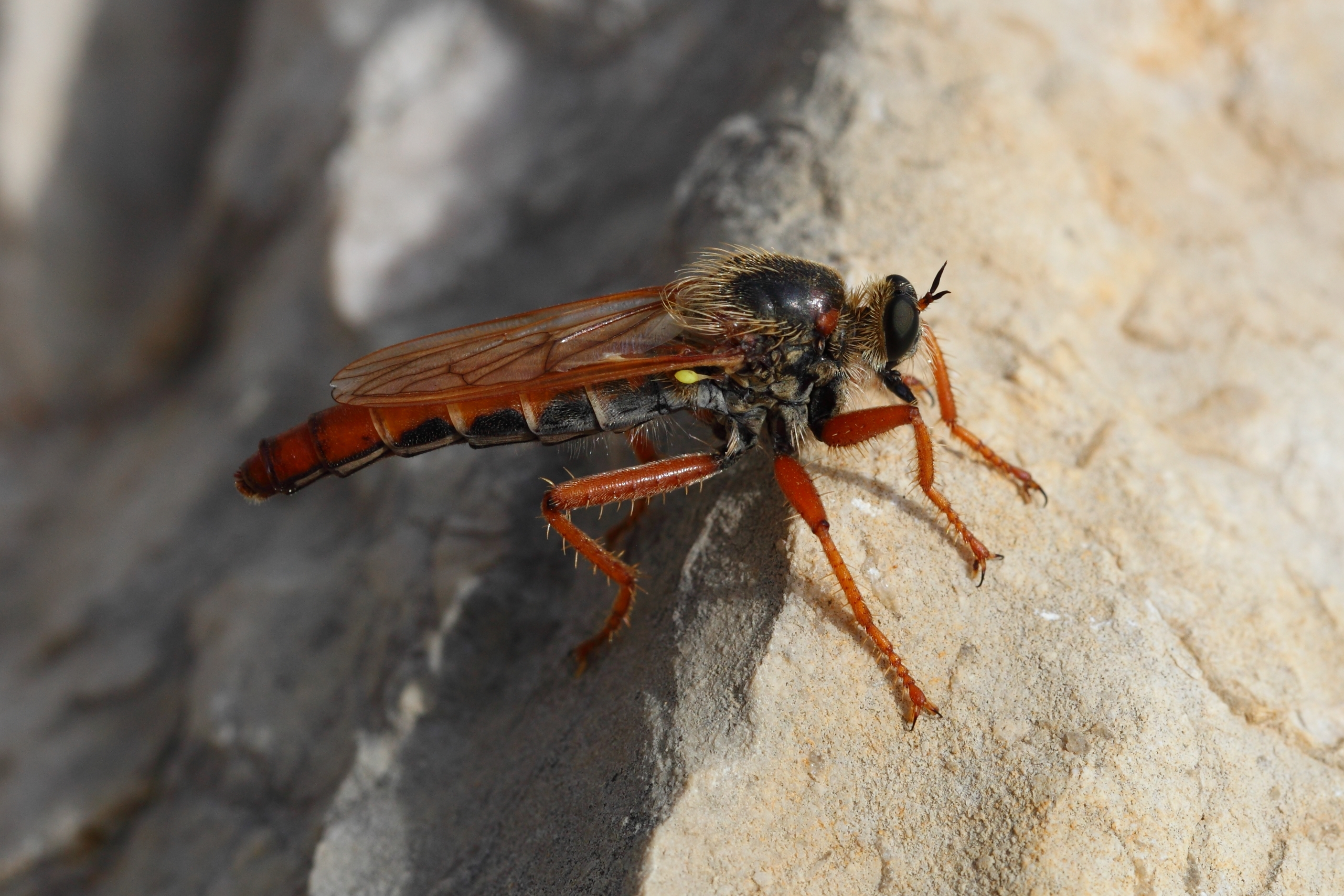
Stenopogon sabaudus

## Các chi
Các chi trong phân họ này bao gồm:
- Afroscleropogon Londt, 1999
- Anarolius Loew, 1844
- Anasillomos Londt, 1983
- Ancylorhynchus Berthold in Latreille, 1827
- Anisopogon Roeder, 1881
- Araujoa Artigas và Papavero, 1991
- Archilestroides Artigas và Papavero, 1991
- Argyrochira Richter, 1968
- Astylopogon Meijere, 1913
- Aymarasilus Artigas, 1974
- Backomyia Wilcox và Martin, 1957
- Bana Londt, 1992
- Callinicus Loew, 1872
- Connomyia Londt, 1992
- Corymyia Londt, 1994
- Creolestes Hull, 1962
- Crobilocerus Loew, 1847
- Cylicomera Lynch ArribÃ¡lzaga, 1881
- Cystoprosopa Hull, 1962
- Danomyia Londt, 1993
- Dapsilochaetus Hull, 1962
- Daspletis Loew, 1859
- Dasypecus Philippi, 1865
- Dicranus Loew, 1851
- Dioctobroma Hull, 1962
- Dogonia Oldroyd, 1970
- Empodiodes Oldroyd, 1972
- Enigmomorphus Hermann, 1912
- Eriopogon Loew, 1847
- Eucyrtopogon Curran, 1923
- Euthrixius Artigas, 1971
- Fishermyia Londt, 2012
- Galactopogon Engel, 1929
- Gonioscelis Schiner, 1866
- Grajahua Artigas và Papavero, 1991
- Graptostylus Hull, 1962
- Grypoctonus Speiser, 1928
- Hadrokolos Martin, 1959
- Haroldia Londt, 1999
- Harpagobroma Hull, 1962
- Hystrichopogon Hermann, 1906
- Illudium Richter, 1962
- Iranopogon Timon-David, 1955
- Itolia Wilcox, 1936
- Ivettea Artigas và Papavero, 1991
- Jothopogon Becker in Becker và Stein, 1913
- Leptochelina Artigas, 1970
- Lithoeciscus Bezzi, 1927
- Lonquimayus Artigas và Papavero, 1991
- Microstylum Macquart, 1838
- Neodioctria Ricardo, 1918
- Neoholopogon Joseph và Parui, 1989
- Neoscleropogon Malloch, 1928
- Nothopogon Artigas và Papavero, 1991
- Oldroydella Özdikmen, 2006
- Ontomyia Dikow và Londt, 2000
- Oratostylum Ricardo, 1925
- Ospriocerus Loew, 1866
- Plesiomma Macquart, 1838
- Pritchardia Stuardo Ortiz, 1946
- Pritchardomyia Wilcox, 1965
- Prolepsis Walker, 1851
- Pycnomerinx Hull, 1962
- Raulcortesia Artigas và Papavero, 1991
- Remotomyia Londt, 1983
- Rhacholaemus Hermann, 1907
- Rhayatus Özdikmen, 2006
- Scleropogon Loew, 1866
- Scylaticina Artigas và Papavero, 1991
- Scylaticodes Artigas và Papavero, 1991
- Scylaticus Loew, 1858
- Sintoria Hull, 1962
- Stenopogon Loew, 1847
- Taperigna Artigas và Papavero, 1991
- Wilcoxia James, 1941
- Zabrotica Hull, 1958